# Peter Par Jiek
Peter Par Jiek (auch: Peter Paar Jiek Peter Paar Yak.; geb. in den 1950ern; gest. 9. April 2017) war ein Brigadegeneral der Sudan People’s Liberation Army (SPLA) und Veteran des Zweiten Sudanesischen Bürgerkrieges. Während dieses Konflikts kämpfte Par unter Riek Machar mit verschiedenen Rebellen- und regierungstreuen Gruppen und wurde schließlich ein mächtiger Milizkommandeur im Bundesstaat Unity. In dieser Region errichtete er seinen eigenen Machtbereich und erlangte eine gewisse Bekanntheit durch seine Rivalität mit Peter Gadet, einem anderen Rebellenführer. Obwohl er Machar während des gesamten Zweiten Sudanesischen Bürgerkriegs bis 2005 gefolgt war, stand Par bei Ausbruch des südsudanesischen Bürgerkriegs 2013 auf der Seite von Präsident Salva Kiir Mayardit. Par, der seit 2014 die regierungstreuen Aufstandsbekämpfungskräfte im Bundesstaat Wau anführte, wurde 2017 schließlich von Machar-loyalen Rebellen der SPLM-IO überfallen und getötet.

## Leben

### Zweiter Sudanesischer Bürgerkrieg

#### Erste Rebellion und Karriere in den Milizen
„Man kann uns [mit Ihren Leugnungen einer Beteiligung] nicht täuschen! Wir wurden von Ihnen ausgebildet und kennen Ihre Methoden. — Peter Par Jiek gegenüber einem Offizier der sudanesischen Streitkräfte über die Zusammenstöße in Leer.“

Peter Par Jiek wurde in den 1950ern geboren. Er gehört zur Gruppe der Dok innerhalb der Nuer. Er besuchte die Sekundarschule von Malakal, wo er auch seinen Schulabschluss machte. Nach Ausbruch des Zweiten Sudanesischen Bürgerkriegs trat er der SPLA bei. 1991 jedoch folgte Peter Par Jiek Riek Machar, als dieser sich von der SPLA lossagte, und diente danach in Machars verschiedenen Rebellengruppen wie SPLA-Nasir, SPLA-United und SSIM/A. Schließlich schlossen sich Machar und Par 1997 den South Sudan Defence Forces (SSDF) an, einer Allianz von Milizen, welche beschlossen hatte, (vorerst) auf der Seite der sudanesischen Regierung gegen andere Rebellenfraktionen zu kämpfen. Dieses Bündnis zerbrach allmählich, als seine Mitgliedsgruppen wieder anfingen, sich gegenseitig anzugreifen. Die regierungstreuen Truppen von Paulino Matip Nhial griffen Ende 1998 wiederholt die Stadt Leer an, die von SSDF-Kämpfern unter Par und Tito Biel gehalten wurde. Sie betrachteten die Angriffe als Verrat der sudanesischen Regierung. Eine zur Untersuchung entsandte Militärkommission behauptete, Matip habe auf eigene Faust gehandelt. Dies trug kaum dazu bei, Pars Verdacht zu zerstreuen, dass der Angriff Teil der „Teile und herrsche“-Strategie der Regierung gewesen sei. In den folgenden Monaten brach im Bundesstaat Unity ein offener Krieg zwischen SSDF-Milizen und den sudanesischen Streitkräften aus. Par nahm an den Kämpfen teil und diente von 1998 bis 1999 unter Biel.
Im Mai 1999 besiegte eine große Offensive der Regierung die rebellischen SSDF-Kräfte, eroberte Leer zurück und vertrieb die SSDF größtenteils aus dem Bundesstaat Unity. Während sich die meisten SSDF nach Nyal zurückzogen, zogen Par und einige seiner Männer stattdessen nach Tonj in Bahr el Ghazal. Machar befahl Par dann, an den Wunlit-Gesprächen mit der SPLA teilzunehmen, wo er die SPLA um Unterstützung gegen die Regierung bitten sollte; die SPLA schickte tatsächlich begrenzte Hilfe, und die SSDF konnte in der Folge etwas Boden gutmachen.
Anfang 2000 verließ Machar die SSDF und gründete die Sudan People’s Defense Forces/Democratic Front (SPDF), und Par folgte ihm erneut. Im März desselben Jahres wurde er von Machar zum Oberbefehlshaber der SPDF für den Staat Unity ernannt. In dieser Position baute er seine Streitkräfte aus, indem er Dok-Nuer rekrutierte, die ihn insgesamt unterstützten. Ab März 2000 gewannen die verbündeten Streitkräfte von Par und der SPLA unter Peter Gadets Kommando an Boden gegenüber der sudanesischen Armee und der Miliz von Paulino Matip Nhial, während sie weiterhin die Kontrolle der Regierung über das Gebiet schwächten, indem sie Militärkonvois überfielen und Ölpipelines zerstörten.

#### War of the Peters

Frontlinien im Juni 2001; SPDF-Territorium (mit dem Gebiet von Par) in grün.

Die Kooperation zwischen Peter Par und Peter Gadet zerbrach im Juni/Juli 2000, als ihre jeweiligen Milizen begannen, sich gegenseitig zu bekämpfen. Wer für den Beginn der Feindseligkeiten verantwortlich war, ist unbekannt, da sich beide Seiten gegenseitig die Schuld gaben. Der daraus resultierende Konflikt wurde als „Krieg der Peter“ (War of the Peters) bekannt. Als Par und Gadet um die Kontrolle über den Staat Unity kämpften, wurde Par Berichten zufolge von der Regierung unterstützt und erhielt Munition von Matips Männern. Im Gegenzug bewachten Pars Männer Regierungseinrichtungen, insbesondere Block 5A. Zwischen Juli und August 2000 schloss sich Par mit Matips regierungstreuer Miliz zusammen und vertrieb Gadets Männer westlich des Flusses Jur, doch Gadet konnte im August und September 2000 alle verlorenen Gebiete zurückerobern. Diese Kämpfe waren brutal und führten zu enormer Zerstörung und der Vertreibung von bis zu 60.000 Menschen.
Der Krieg der Peter dauerte bis August 2001, als Par und Gadet einem Waffenstillstand zustimmten. Einige Monate später kam Machar auch zu einer Einigung mit der SPLA-Führung und stimmte einer Verschmelzung der SPDF mit der SPLA zu, woraufhin Par und Gadet im Februar 2002 in Koch ein endgültiges Friedensabkommen unterzeichneten. In der Folge schloss sich Par wieder der SPLA an.

#### Bürgerkrieg und Aufstand der LRA
Nach Beilegung des Konflikts, konzentrierten sich Par und Gadet nun darauf, die Regierungstruppen aus Upper Nile zu vertreiben, obwohl die Regierung bald eine Gegenoffensive in dem Gebiet startete. Während es Par im September 2002 gelang, einen Versuch regierungstreuer Kräfte abzuwehren, Leer einzunehmen, eroberte die sudanesische Armee die Stadt im Januar 2003 schließlich zurück, in einem erneuten Vorstoß, das Gebiet für die Ölförderung zu räumen. Der Bürgerkrieg endete schließlich mit dem umfassenden Friedensabkommen im Jahr 2005. Danach wurde Par zum Oberstleutnant der SPLA ernannt und nahm an der Kampagne gegen die Lord’s Resistance Army teil. 2006 waren er und seine Männer in Owiny Ki-Bul in Eastern Equatoria stationiert.

### South Sudanese Civil War
Nach der Unabhängigkeit des Südsudans im Jahr 2011 wurde Par zum Brigadegeneral ernannt. Als der Bürgerkrieg zwischen Kiir und Machar ausbrach, entschied sich Par für die Seite Kiirs, und wurde rasch zu einem der führenden Kommandeure der Regierung im Kampf gegen den Aufstand. 2014 entging er nur knapp dem Tod, als Rebellen Bentiu einnahmen und alle lokalen Regierungsanhänger massakrierten. Danach schloss sich Par der 5. Division der SPLA im Bundesstaat Wau an, wo er angeklagt wurde, die Tötung von Nuer-SPLA-Soldaten in der Stadt Wau und in Mapel angeordnet zu haben, die verdächtigt wurden, mit Machar zu sympathisieren. Seit dem Ausbruch einer großflächigen Rebellion im Bundesstaat Wau im Jahr 2016 war Par stark in den Kampf gegen die lokalen Aufständischen involviert und wurde zum führenden Kommandeur aller SPLA-Operationen im Bundesstaat Wau.
Im April 2017 führte Par eine große Offensive der Regierung an, die darauf abzielte, Baggari zurückzuerobern, eine wichtige Stadt im Bundesstaat Wau, die von den Streitkräften der SPLM-IO gehalten wurde. Obwohl seine Männer die Rebellen besiegten und Baggari einnahmen, wurde sein Konvoi am 9. April 2017 auf dem Rückweg in die Stadt Wau überfallen. Par wurde zusammen mit Oberst Abraham Bol Chut Dhuol und zwölf ihrer Leibwächter bei der darauf folgenden Schießerei getötet. Aus Rache für ihren Tod ermordeten und beraubten SPLA-Soldaten und regierungstreue Dinka-Milizionäre der Mathiang Anyoor Nicht-Dinkas in der Stadt Wau und den umliegenden Dörfern.